# Abric

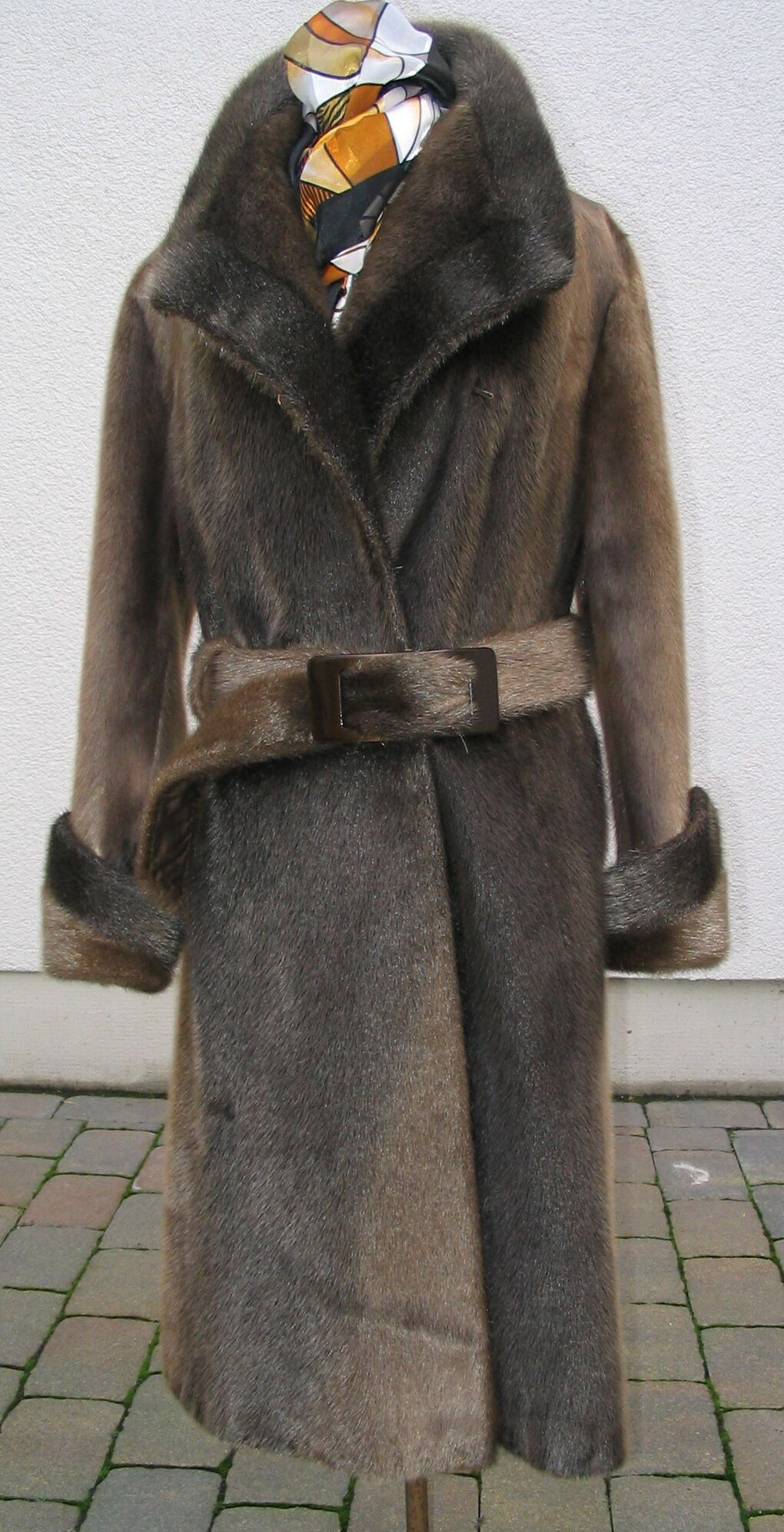
Vista frontal d'un abric

L'abric (del llatí apricus, 'assolellat'), capot, mantell, manto o mantó, gavan(y) o encara pellissa és una peça superior externa, llarga i gruixuda, amb mànigues també llargues, que arriba, generalment amb caient dret, per sota dels malucs, i que es corda al davant (amb botons, gafets, cremallera, cinta adherent, etc.), i de vegades també amb cinyell; es porta a sobre de les altres peces de vestir per tal de resguardar-se del fred, motiu pel qual també es coneix com a sobretot. Pot dur coll o solapes, butxaques i, en algunes tipologies, caputxa. Es fabrica en teixits diversos, entre els quals destaquen, tradicionalment, la llana i la pell. És peça d'ús tant masculí com femení, per bé que sovint el disseny varia segons el sexe de destinació.
Un sinònim complementari, d'ús no gaire habitual, és gavan(y).

## Història
De peces d'abrigar, de tipus divers, se n'han utilitzat des de la Prehistòria. Les primeres peces a'abric es feren amb pells d'animal; posteriorment n'aparegueren les fetes de roba folrada.
A l'antiga Grècia existia un abric utilitzat per ambdós sexes anomenat himatió.
Abans de tenir la funció exclusiva de protecció de les inclemències del temps, com és avui, antigament les peces d'abric també denotaven la posició social de qui les vestia. Així, a la Roma antiga el ciutadà lliure s'embolicava amb la seva toga per a diferenciar-se dels esclaus. El vestit de les classes dominants romanes d'Orient es componia típicament d'un abric entallat arrodonit i amb decoracions de teixit d'or, col·locat sobre una túnica curta estreta per un cinturó sovint molt adornat. A l'edat mitjana, només els nobles admesos al tribunal tenien el privilegi de portar l'hopalanda. Al segle xv, aquesta és reservada a la noblesa. Posteriorment, es converteix a poc a poc en una peça de vestir popular.
La morfologia actual dels abrics procedeix de l'Anglaterra del segle xix, com la majoria d'elements de la indumentària masculina contemporània, i és probable que s'inspirés en els capots militars, els quals, al seu torn, probablement deriven de la mena d'abrics civils usats tradicionalment a l'Europa Oriental.
El 1893 apareixen els primers abrics de pell segons l'estil que avui és familiar.

## Tipologia actual
Tipus habituals d'abric avui en ús són:
- abric clàssic, responent amb la major exactitud a la definició genèrica; llarg fins al panxell almenys, sol dur solapes;
- abric tres quarts, idèntic a l'abric clàssic però més curt, fins entorn dels genolls;
- abric de pell.

Abrics d'ús exclusivament femení són:
- abric ràglan, amb màniga ràglan;
- abric amb esclavina;
- redingot.

Fora del camp de l'abric estricte, però relacionades per la funció, altres peces d'abrigar habituals actualment són:
- anorac;
- parca;
- canadenca, tres quarts amb característiques solapes folrades de pell;
- tabard;
- trenca.

Altres peces que protegeixen de les inclemències del temps (sobretot de la pluja) són: 
- cangur;
- gavardina, amb el subtipus estilístic conegut com a trinxera;
- impermeable.

## Fabricants, tipus i marques històriques
Chesterfield. Aquest "sobretot" rep el nom del comte de Chesterfield, al qual s'hi atribueix la seva invenció a mitjans del segle xix.
Crombie. La marca gal·lesa Crombie va començar a fabricar abrics a finals de segle xix. Els seus dissenys han estat imitats, així que hom parla d'estil Crombie.
Polo. El Polo Coat és un clàssic americà que s'originà a Anglaterra. Durant els chukkers (períodes de joc) d'una partida de Polo, els jugadors solien portar un abric de color bronze per mantenir-se calents.
Ulster. El nom d'Ulster es deriva de la província irlandesa d'Ulster, la gent de la qual va popularitzar un particular abric de tela basta de colors barrejats.